# マーティン・ロッドベル
マーティン・ロッドベル（Martin Rodbell、1925年12月1日 - 1998年12月7日）は、アメリカ合衆国の生化学者、内分泌学者。Gタンパク質の発見で知られる。1994年、Gタンパク質およびそれらの細胞内情報伝達に関する役割の発見により、アルフレッド・ギルマンと共にノーベル生理学・医学賞を受賞した。

## 生涯
メリーランド州ボルチモアに生まれる。1943年、ジョンズ・ホプキンス大学に入学、生物学及びフランスの実存主義に興味を持つ。1944年、第二次世界大戦のため、アメリカ海軍の通信士として兵役につくことで、大学での勉強は中断した。1946年に大学に戻り、1949年に生物学でB.S.を受け取る。1950年に結婚、四人の子供を持つ。1954年、ワシントン大学から生化学のPh.D.を受ける。1954年から1956年まで、イリノイ大学アーバナ・シャンペーン校にて研究を行う。1956年、国立衛生研究所の一部である国立心臓研究所（メリーランド州ベセスダ）の生化学の研究員となる。
1985年には、国立衛生研究所の国立環境衛生科学研究所（ノースカロライナ州チャペルヒル）のScientific Directorに就任。1994年に引退するまで働く。1998年、長い闘病生活の末、チャペルヒルにて多臓器不全により死去。

## 研究
1960年代、計算機科学と生物学との間に一般的な類似点が増加していくことにより、ロッドベルはコンピュータと生物の情報処理系が類似していると信じた。彼は個々の細胞が三種類の異なる要素、すなわち、弁別器、変換器、増幅器により構成された人工頭脳と類似していると主張した。弁別器、すなわち細胞受容体は細胞外からの情報を外部から受け取る。変換器はその情報を細胞膜を通過させて処理する。増幅器はそれらの信号を増幅させ、細胞内で反応を開始させたり、他の細胞へ情報を伝える。
1969年12月及び1970年1月上旬、ネズミの肝膜の受容器上におけるホルモンの一種であるグルカゴンの働きを調べる研究チームにて働く。彼はアデノシン三リン酸（ATP）がグルカゴンと細胞の受容器との結合をはずし、細胞から引き離すことを発見した。その後、彼はグアノシン三リン酸（GTP）がATPより千倍早く引き離すことに気が付いた。彼はGTPが細胞の受容体からグルカゴンを引き離す要因であり、最初の実験ではGTPがATPの中に不純物として混入していたのではないかと推定した。このGTPが、細胞内で強い代謝作用を持つグアニン・ヌクレオチド・タンパク質（後にGタンパク質と呼ばれる）の活性を刺激することを発見した。
このGタンパク質の活性化がエール・サザランドが理論付けた「セカンドメッセンジャー」のプロセスだと仮定した。シグナル伝達の言語では、GTPにより活性化されたGタンパク質は変換器の主要な要素であり、弁別器と増幅器の間の重要な連結である。その後、細胞受容器にGタンパク質が付加されることにより、伝達の抑制と活性化をしばしば同時に行うと仮定し、後に証明した。言い換えると、細胞の受容体はいくつかの異なるプロセスを同時に行う事が出来るほど精密であった。

## 受賞歴
- 1984年 - ガードナー国際賞
- 1987年 - リチャード・ラウンズベリー賞
- 1994年 - ノーベル生理学・医学賞